# Taïeb Baccouche
Taïeb Baccouche (arabe : الطيب البكوش), né en 1944 à Jemmal, est un universitaire, syndicaliste et homme politique tunisien.
Il est membre du gouvernement constitué à la suite de la révolution tunisienne de 2011, en tant que ministre de l'Éducation et porte-parole du gouvernement, puis à nouveau en tant que ministre des Affaires étrangères de février 2015 à janvier 2016.
Depuis le 5 mai 2016, il assume la fonction de secrétaire général de l'Union du Maghreb arabe.

## Biographie

### Jeunesse et carrière d'universitaire et de syndicaliste
Né à Jemmal en 1944, Taïeb Baccouche commence ses études universitaires à l'École normale supérieure de Tunis où il obtient un certificat d'études supérieures en histoire ancienne et archéologie en 1963, un certificat d'études supérieures en langue et littérature françaises en 1964 et une licence d'arabe en 1965. Par la suite, il intègre l'université Paris-Sorbonne où il décroche un diplôme d'études supérieures en linguistique en 1966, une agrégation d'arabe en 1968 et un doctorat d'État en linguistique en 1980.
À partir de 1969, il devient enseignant-chercheur à l'université de Tunis. Là-bas, il assume plusieurs postes syndicaux avant de devenir le secrétaire général de la Fédération de l'enseignement supérieur entre 1974 et 1977 puis le secrétaire général, ainsi d'ailleurs que l'idéologue, de la centrale syndicale de l'Union générale tunisienne du travail (UGTT) entre 1981 et 1984. Il est également directeur du journal Echaâb (Le Peuple), organe principal et porte-parole de l'UGTT entre 1981 et 1985 et président de l'Institut arabe des droits de l'homme de 1998 jusqu'en 2011.
Outre son activité syndicale, Taïeb Baccouche est actif sur le plan scientifique avant de prendre sa retraite en 2004. Il publie plusieurs travaux de recherche en rapport avec la sociolinguistique et les droits de l'homme et co-fonde l'Association tunisienne de linguistique, qu'il préside entre 1995 et 2002, et les Rencontres linguistiques méditerranéennes en septembre 1998 dont il devient le secrétaire général. Il co-fonde et préside également l'Association Rencontres de libre-pensée en 1989 et l'Association de la recherche scientifique pour le développement en janvier 2011 dont il est le président d'honneur.

### Carrière politique

#### Membre du gouvernement
Après la révolution de 2011, il est nommé ministre de l'Éducation ainsi que porte-parole du deuxième gouvernement de Mohamed Ghannouchi, le 17 janvier 2011 ; son secrétaire d'État est Hassen Annabi.
Dès son entrée en fonction, il organise une rencontre avec une délégation de 72 candidats au baccalauréat, en direct sur la chaîne nationale, ce qui déclenche une manifestation de professeurs devant le ministère pour exiger une excuse officielle du ministre pour les avoir humiliés en public.
À la suite de la démission de Ghannouchi et son remplacement par Béji Caïd Essebsi, il est confirmé dans ses fonctions dans le nouveau gouvernement. Il annonce en mars 2011 la suppression du certificat d'aptitude au professorat de l'enseignement secondaire et son remplacement par une nouvelle méthode. Par ailleurs, il interdit le port du niqab au sein des institutions éducatives et annonce que l'État n'a pas les moyens de construire des salles de prières au sein des écoles. Il dénonce aussi la politisation des lieux éducatifs.
Durant son mandat, il doit veiller au bon déroulement des examens nationaux, notamment le baccalauréat. Il annonce par ailleurs que des mesures sont prises pour éviter une année blanche en regroupant les deux derniers trimestres et en allégeant le programme de la quatrième année secondaire.
Le 24 décembre, il quitte ses fonctions, laissant sa place à Abdellatif Abid, nommé ministre dans le gouvernement de Hamadi Jebali. C'est Samir Dilou qui lui succède en tant que porte-parole du gouvernement.
Le 23 janvier 2015, il est nommé au poste de ministre des Affaires étrangères dans le gouvernement de Habib Essid.

#### Nidaa Tounes
Après avoir quitté le gouvernement, il fait partie des personnalités se rassemblant autour de l'initiative de Béji Caïd Essebsi consistant à rassembler l'opposition, avec d'anciens ministres comme Lazhar Karoui Chebbi et Ridha Belhaj. Lorsque Caïd Essebsi transforme son initiative en parti politique, Nidaa Tounes, lors d'un grand meeting organisé le 16 mai 2012, il annonce la composition du comité exécutif dans lequel Baccouche figure comme secrétaire général.
À la suite du meurtre de Lotfi Nagdh, coordinateur du parti à Tataouine, tué par des membres de la Ligue de protection de la révolution, il condamne ce meurtre, le qualifiant d'assassinat politique et accusant le parti islamiste au pouvoir, Ennahdha, d'en être l'instigateur. Il annonce par la suite son opposition à la loi sur l'exclusion des destouriens, déclarant que cette loi proposée par Ennahdha vise directement son parti.
Lors des travaux d'une conférence sur l'islam et la démocratie, il déclare le 29 mars 2013 à Mosaïque FM que la comparaison faite entre laïcs et islamistes en Tunisie est fausse et ne s'applique pas à la nature de la société. Il déclare aussi que la différence réside dans la relation entre la religion et la politique et d'ajouter qu'« islamiste » ne signifie pas « musulman » et « laïc » ne signifie pas « athée ». Il déclare également avoir signalé que la construction de la justice transitionnelle se doit d'avoir une volonté politique de tourner la page vis-à-vis de la présidence Ben Ali, à condition que les coupables reconnaissent leur culpabilité et soient jugés.
Le 13 mai 2015, il est remplacé par Mohsen Marzouk comme secrétaire général du parti.
En 2019, à la suite de plusieurs rumeurs parues dans différents médias, il dément l'idée de lancer un mouvement politique.

#### Union du Maghreb arabe
Le 5 mai 2016, il est désigné comme secrétaire général de l'Union du Maghreb arabe en remplacement de Habib Ben Yahia.
À l'occasion du sommet des chefs d'État de l'Union européenne à Bratislava et de l'Assemblée générale des Nations unies, il adresse une lettre au président du Conseil européen, Donald Tusk, et au secrétaire général des Nations unies, Ban Ki-moon, appelant à une politique migratoire globale. Le 1er octobre, il déclare qu'il se focalisera sur la révision du contenu du traité de Marrakech de 1989 pour l'adapter à l'évolution de la situation politique, économique et sociale des pays maghrébins.
Le 3 juillet 2017, il est invité au 29e sommet de l'Union africaine, où il tente de rapprocher son organisation du reste des pays africains.
En février 2018, il déclare que la relance de l'action de l'Union du Maghreb arabe est une priorité pour le développement économique et culturel de la région. En juillet de la même année, il adresse des messages écrits aux dirigeants des cinq pays maghrébins pour les inciter à se coordonner pour présenter une candidature commune à l'organisation de la coupe du monde de football 2030.

### Décoration
Le 23 novembre 2011, il est décoré par le président de la République par intérim Fouad Mebazaa des insignes de commandeur de l'Ordre de la République tunisienne.

## Publications

### Livres
- Taïeb Baccouche, Bibliographie critique des travaux de la section linguistique (1964-1968), Tunis, Institut de planification et de statistiques, 1969.
- Taïeb Baccouche, Hichem Skik et Abdelmajid Attia, Travaux de phonologie : parlers de Djemmal, Gabès, Mahdia (Tunisie), Treviso (Italie), Tunis, Cérès, 1969.
- Taïeb Baccouche, Ahmed Elayeb et Mohamed Maamouri, Votre guide d'arabe tunisien, Tunis, General Editor of Language and Linguistics Series, 1973.
- (ar) Taïeb Baccouche, الخليج بين الهيمنة و الإرتزاق [« Le Golfe arabe entre la domination et le mercenariat »], Tunis, Abdelkarim Ben Abdallah,‎ 1991.
- (ar) Taïeb Baccouche, التصريف العربي من خلال علم الاصوات الحديث [« La conjugaison arabe à travers la phonétique moderne »], Tunis, Abdelkarim Ben Abdallah,‎ 1992.
- Taïeb Baccouche, L'emprunt en arabe moderne, Carthage, Beït El Hikma, 1994.
- Taïeb Baccouche et Salah Mejri, Néologie lexicale, La Manouba, Faculté des lettres de La Manouba, 1995.
- (ar) Taïeb Baccouche, ظاهرة الإعلال في التصريف العربي [« Traitement linguistique arabe »], Tunis, Institut arabe des droits de l'homme,‎ 2000.
- (ar) Taïeb Baccouche, حقوق الإنسان و منظمة العمل الدولية [« Les droits de l'homme et l'Organisation internationale du travail »], Tunis, Institut arabe des droits de l'homme,‎ 2003.
- (ar) Taïeb Baccouche, الحركة النقابية و الديمقراطية في تونس : 1971-1989 [« Mouvement syndical et démocratie en Tunisie : 1971-1989 »], Zaghouan, Fondation Temimi pour la recherche scientifique et l'information,‎ 2003.
- (ar) Taïeb Baccouche, تأملات في الديمقراطية و حقوق الإنسان : الأبعاد السياسية و الاجتماعية و الثقافية [« Réflexions sur la démocratie et les droits de l'homme : les dimensions politiques, sociales et culturelles »], Tunis, Institut arabe des droits de l'homme,‎ 2004.
- Taïeb Baccouche et Salah Mejri, Les questionnaires de l'Atlas linguistique de Tunisie, Tunis, Sud Éditions, 2004.
- Collectif, L'UGTT et les oppositions politiques : du Jeudi noir jusqu'à la révolution, Tunis, Fondation Temimi pour la recherche scientifique et l'information, 2007.
- (ar) Taïeb Baccouche, الرئيس الحبيب بورقيبة كما عرفته .خفايا اللقاءات حول الأزمة النقابية [« Bourguiba, tel que je l'ai connu : révélations d'entretiens à propos de la crise syndicale »], Tunis, Leaders,‎ 2021[26],[27].
- (ar) Taïeb Baccouche, الرئيس زين العابدين بن علي كما عرفته، خفايا اتصالات وحوارات ومواقف [« Le président Zine el-Abidine Ben Ali, tel que je l'ai connu : secrets des contacts, des dialogues et des attitudes »], Tunis, Leaders,‎ 2022, 332 p.[28].

### Articles scientifiques
- Taïeb Baccouche, « Le phonème 'g' dans les parlers arabes citadins de Tunisie », Revue tunisienne de sciences sociales, vol. 9, nos 30-31,‎ 1972, p. 103-137 (ISSN 0035-4333).
- Taïeb Baccouche, « Esquisse d'une étude comparative des schémas des verbes en arabe classique et en arabe tunisien », Les Cahiers de Tunisie, no 22,‎ 1974, p. 87-88 (ISSN 0008-0012).
- Taïeb Baccouche, « La langue arabe dans le monde arabe », L'Information grammaticale, vol. 2, no 1,‎ 1998, p. 49-54 (ISSN 0222-9838).
- Taïeb Baccouche et Salah Mejri, « Terminologie et traduction (cas de l'ornithologie et de la linguistique) », Meta: journal des traducteurs/Meta: Translators' Journal, vol. 45, no 3,‎ 2000, p. 437-444 (ISSN 0026-0452).
- Taïeb Baccouche, « La traduction dans la tradition arabe », Meta: journal des traducteurs/Meta: Translators' Journal, vol. 45, no 3,‎ 2000, p. 395-399 (ISSN 0026-0452).
- Taïeb Baccouche, « Dynamique de la langue arabe », Synergies Tunisie, no 1,‎ 2009, p. 17-24 (ISSN 2257-8390).